# Русские в Хорватии
Русские в Хорватии (хорв. Rusi u Hrvatskoj), состоящие в гражданстве Хорватии, — одно из двадцати двух законодательно институализированных национальных меньшинств Хорватии. По переписи населения 2021 года в Хорватии проживало 1481 человек, назвавших себя русскими по национальности. Большинство русских жителей Хорватии живут в Загребе (380 человек).

## История общины

### Королевство Югославия
Значительная часть подданных Российской империи оказалась на территории Хорватии, входившей тогда в состав Австро-Венгрии, во время Первой мировой войны — это были русские военнопленные, часть которых умерла в плену, часть вернулась уже в СССР, а часть осталась жить в Королевстве сербов, хорватов и словенцев. В 1923—1924 годах в Цриквенице был построен православный храм Николая Чудотворца русскими эмигрантами, а 4 сентября 1928 года на кладбище Мирогой была освящена русская православная часовня. Ядро русской эмиграции в Хорватии составляли сторонники Белого движения и все те, кто не смог принять советскую власть.
В 1920 году правительство КСХС образовало Государственную комиссию по русским беженцам при Министерстве иностранных дел. Ответственным за принятие беженцев был назначен Сергей Николаевич Палеолог, бывший чиновник МИД Российской империи. Крупные поселения русских беженцев — «русские колонии» — появились в Дубровнике, Сплите, Цриквенице и Загребе, хотя большая часть русских эмигрантов проживала в Сербии. Правительство КСХС выражало признательность русским и России за вмешательство в Первую мировую войну на стороне Сербии, что помогло спасти страну от быстрого разгрома в первые дни войны.
В марте 1920 года наиболее состоятельные русские эмигранты поселились в Дубровнике, часть из них переехала дальше на запад. Прибывшие беженцами в Дубровник оттуда отправились в Воеводину, а прибывшие в Бакар (в декабре 1920) расселились по всей Хорватии. Огромное количество русских клубов открылось в Загребе, в том числе и отделение Русского общевоинского союза. Степан Станиславович Сковронский возглавил русскую колонию Загреба численностью 2 тысячи человек, а в 1922/1923 учебном году в Загребский университет поступили 232 студента из России, что составляло 10,1% от общего числа абитуриентов. По свидетельствам МВД Королевства сербов, хорватов и словенцев, русских с удовольствием принимали на работу. В 1921 году в Загребе была основана православная община адмиралом Вяткиным.

### Усташская Хорватия
В апреле 1941 года было образовано марионеточное Независимое государство Хорватия. На тот момент на территории, контролируемой НГХ, проживало порядка 5 тысяч русских. Правительство НГХ объявило, что будет защищать от дискриминации тех русских, которые будут лояльны усташской власти: лояльность заверяло Представительство русской эмиграции. В июле 1941 года началась вербовка русских в Отдельный русский корпус под командованием Бориса Штейфона (скончался 30 апреля 1945 года в загребской гостинице «Эспланада», пытаясь вывести свои части в Австрию). Часть русских эмигрантов была призвана в вермахт и сражалась в составе 369-го хорватского пехотного полка на Восточном фронте.
К 1942 году на территории НГХ находились сорок «русских колоний» общей численностью 5 тысяч человек. В 1942 году властями НГХ была учреждена Хорватская православная церковь, которую возглавил русский эмигрантский епископ Гермоген (Максимов) (до того в юрисдикции РПЦЗ), расстрелянный вместе с другими русскими клириками 30 июня 1945 года коммунистическими властями. Бо́льшая часть русских беженцев в НГХ, ввиду их антисоветских убеждений и участия в военных структурах стран «оси», покинула страну осенью 1944 и весной 1945 года. После падения НГХ в мае 1945 года и установления коммунистического режима в Хорватии прекратили существование все русские учреждения и организации..

### СР Хорватия и современная Хорватия
Некоторая часть оставшихся и выживших русских в Хорватии после войны получала советское гражданство и уезжала в СССР, чему способствовал принятый в июне 1946 года Указ Президиума ВС СССР, по которому бывшие подданные Российской империи и утратившие советское гражданство «могут восстановить гражданство СССР». 
После июня 1948 года, вследствие раскола между режимами в Югославии и в СССР, ситуация для русских во всей Югославии серьёзно ухудшилась: некоторых русских, имеющих югославское гражданство, лишали его и принуждали уехать в СССР, других разоблачали как советских шпионов и депортировали из страны. После 1948 года жизнь русской общины в Загребе де-факто прекратилась. 
В 1960-е и 1970-е годы были восстановлены экономические связи с СССР в полном объёме: в Хорватию стали прибывать уроженки СССР, выходившие замуж за граждан СФРЮ, проживавших на территории СР Хорватии. После распада Югославии в хорватских СМИ стали всячески очернять жителей Хорватии, исповедовавших православие, что привело к прекращению изучения русского как иностранного во множестве школ. Однако число русских в Хорватии более чем удвоилось с 1991 по 2021 годы (с 706 до 1481 человека).

## Комментарии
1. ↑  Статус национальных меньшинств в Республике Хорватия регулируется, в соответствии с Конституцией Хорватии, Конституционным Законом о правах национальных меньшинств в Республике Хорватия: The Constitutional Act on The Rights of National Minorities in the Republic of Croatia Архивная копия от 17 сентября 2016 на Wayback Machine.